# Mitszelia
Mitszelia (Mitchella L.) – rodzaj roślin z rodziny marzanowatych. Obejmuje dwa gatunki – M. repens, występujący w Ameryce Północnej od wschodniej Kanady poprzez wschodnią i południową część Stanów Zjednoczonych i Meksyk po Gwatemalę, oraz M. undulata, którego zasięg obejmuje wschodnie Chiny, Tajwan, Półwysep Koreański i Japonię. M. repens wykorzystywana jest jako roślina lecznicza.

## Morfologia
PokrójByliny o pędach płożących i korzeniących się w węzłach.
LiściePojedyncze, naprzeciwległe, wsparte zwykle trwałymi, całobrzegimi lub głęboko klapowanymi przylistkami.
KwiatyObupłciowe, siedzące, wyrastają parami zrastając się zalążnią, w końcowej części pędu. Kielich 4-krotny, trwały. Korona biała, lejkowata, 4-krotna (rzadko z 3 łatkami) owłosiona w gardzieli i na łatkach. Pręciki są 4 (rzadko 3), w kwiatach z krótkim słupkiem wystają z gardzieli korony, a w kwiatach z długim słupkiem są w niej schowane (występuje różnosłupkowość). Zalążnia jest 4-komorowa, z pojedynczymi zalążkami w komorach. Szyjka słupka jest zakończona czterema równowąskimi znamionami.
OwoceZrośnięte po dwa, mięsiste, kulistawe pestkowce po dojrzeniu pomarańczowe do czerwonych, wsparte trwałym kielichem. Zawierają 8 jednonasiennych i kanciastych pestek.

## Systematyka
Pozycja systematyczna
Rodzaj z plemienia Mitchelleae z podrodziny Rubioideae i rodziny marzanowatych Rubiaceae.
Wykaz gatunków
- Mitchella repens L. – mitszelia płożąca[5]
- Mitchella undulata Siebold & Zucc.